# Uppförandestörning
Uppförandestörning (conduct disorder, CD) är inom barn- och ungdomspsykiatrin en diagnos som innebär ett upprepat beteendemönster av att kränka andra personers rättigheter eller att överträda sociala normer. Möjliga symptom är utåtriktat aggressivt beteende, mobbning, fysisk aggression, grymt beteende mot människor och djur, destruktivitet, lögn, skolkning, vandalism och stöld. 
Trotssyndrom föregår ofta uppförandestörning. Efter 18 års ålder kan en uppförandestörning i sin tur utvecklas till en antisocial personlighetsstörning. Begreppet beteendestörning används ibland synonymt med uppförandestörning, men används också för att avse mildare problem.

## Beteende
Uppförandestörning är den psykiatriska diagnos som bäst motsvarar antisocialt beteende. Det handlar dels om handlingar som faller inom kategorin lagbrott och dels om faktorer som ökar risken för den typen av handlingar hos ungdomar och vuxna. Lagöverträdelser är i sig inte kvalificerande för beteckningen allvarlig uppförandestörning. Svagheten med psykiatriska diagnoser är att de beskriver individens beteende, men inte de sociala omständigheterna kring problembeteendet. Detta innebär att frågor som är viktiga för att avhjälpa svårigheterna inte ingår i beskrivningen av problemet.

## Riskfaktorer
Riskfaktorer för antisocialt beteende, och således uppförandestörning, har uttrycks i ett antal vetenskapliga artiklar. Detta betyder dock inte att det är de riskfaktorerna som orsakar beteendestörningen, utan de är endast kopplade till den. Exempel på egenskaper hos ungdom, familj, vänner, skolengagemang och närmiljö som tolkats som riskfaktorer:
- Antisociala prokriminella attityder, värderingar och antaganden om hur socialt samspel fungerar.[4]
- Prokriminella vänner och isolering från ungdomar utan allvarliga problem av denna art.[4]
- Hett temperament, personlighetsfaktorer såsom psykopatologi, impulsivitet, egocentricitet, lägre intelligens än genomsnittet och bristande problemlösningsförmåga.[4]
- En lång historia av problembeteende från tidig ålder.[4]
- Föräldrar som själva är kriminella.[4]
- Andra psykosociala problem i familjen såsom omsorgssvikt.[4]
- Låg utbildningsnivå och dåliga prestationer.[4]

Mindre viktiga faktorer kan vara sämre socioekonomisk situation eller att vara drabbad av låg självkänsla, ångest, depression samt ett antal biologiska och neuropsykiatriska indikatorer.